# Бережний Микола Федорович
Бережний Микола Федорович (нар. 24 липня 1938, Матвєєв, Краснодарський край, РРФСР—24 березня 2015) — український живописець та графік. З 1964 року є членом Національної спілки художників України. Заслужений діяч мистецтв України.

## Життєпис
Народився 24 липня 1938 року у селі Матвєєв Краснодарського краю. Вищу освіту здобув в Краснодарському художньо-педагогічному училищі, яке закінчив 1957 року. У період навчання і почалась творча діяльність митця. Перша виставка Миколи Бережного відбулася 1955 року. Через 8 років, у 1963-му, став членом Омської організації Спілки художників України. Наступного року стає членом Національної спілки художників України. У тому ж таки Омську з 1961 по 1971 роки працював вчителем креслення та малювання, художником-декоратором, оформлювачем у відділенні місцевого Художнього фонду. З 1970 року є членом Миколаївської обласної організації Національної спілки художників України. 1971 року переїхав до Миколаєва. З 1972 по 1991 роки займав посаду голови правління Миколаївської обласної організації НСХУ. 1976 року отримав звання Заслуженого діяча мистецтв України. Був обраним членом правління президії та секретарем Національної спілки художників України, а також членом правління Спілки художників СРСР.
З 1994 року є членом та засновником Всеукраїнського симпозіуму мистецтв «Спокуса». 2008 року отримав звання Народного художника України. Насиченим на премії для Миколи Бережного став 2005 рік, у якому митець став лауреатом премії імені В. Вернадського та стипендіатом Фонду інтелектуального співробітництва «Україна-XXI століття». 2011 року, Указом Президента України, Бережному Миколі Федоровичу, як видатному діячеві культури і мистецтва, було призначено дворічну державну стипендію.
Рішенням президії Академії Мистецтв України у 2011 році нагороджений Золотою медаллю Національної Академії мистецтв України за видатні наукові і творчі досягнення в галузі художньої культури, вагомий внесок у розвиток національного мистецтва.

## Цикли
Серед робіт художника варто виділити серії:
- «Північ—Південь» (1972–1982),
- «Бузькі мотиви» (1974–2004),
- «Корабельний край» (1972 −1978),
- «Міста — герої Чорномор'я» (1974–1985),
- «Крим» (1991–2004),
- «Тихі води»,
- «Грушівка»,
- «Враження»,
- «По Дагестану»,
- «По республіці Малі»,
- «Війна».

Картини пейзажу Бережний виконував у власній авторській техніці із присутністю акварелі. Це добре видно на картині «Вечір на Південному Бузі», яка поєднує в собі спокійну ріку, табун диких коней на фоні верболозу з силуетом білої церкви над обрієм. Багато про основні теми робіт говорять назви картин: «Північний порт», «На Бузі. Миколаїв», «Якірний цех», «Музей біля моря», «Береги Таврії», «Київські куполи», «Будується корабель», «Корабель науки», «М'яка осінь», «Ольвійський натюрморт»

### Роботи художника в музеях та галереях
Роботи художника знаходяться в найрізноманітніших вітчизняних та закордонних музеях і галереях:
- Росія: Третьяковська галерея, Санкт—Петербурзький Російський музей, Картинна галерея у місті Тюмень, Красноярська картинна галерея, Соликамський краєзнавчий музей.
- Україна: Національний художній музей України, Миколаївський обласний художній музей імені В. В. Верещагіна[3], Центральний державний архів, Музей літератури і мистецтва України, Художній музей імені Куїнджі (Маріуполь), Броварський краєзнавчий музей, Дніпропетровський художній музей, Жаданівський художній музей, Горлівський художній музей, Іванівський історико-краєзнавчий музей, Червоноградський краєзнавчий музей, Лубенський краєзнавчий музей, Севастопольський художній музей, Феодосійська національна картинна галерея, Донецький обласний художній музей.
- Казахстан: Картинна галерея у місті Алма-Ата.

### Виставки
Микола Бережний учасник багатьох обласних, республіканських, міжнародних виставок. Художник бував у творчих поїздках по Югославії, Німеччині, Республіці Малі, брав участь у міжнародних симпозіумах на Миколаївщині і Криму.

### Стиль
Микола Федорович Бережний є родоначальником нового явища в Україні — живописно-графічних пленерів та творчих груп. Основними темами останніх років стали пейзажі Прибужжя, Криму, Чорного моря. Матеріалом для відтворення вражень художника слугують акварель, пастель, олія.

## Цитати про художника
|                                                            | Художник у своїх акварелях, пастелях, малюнках не відтворює світ, а реконструює його заново. Для нього спілкування з натурою, не співпереживання щодо неї, а усвідомлення закономірності її творіння. Бережний володіє неабиякими колоритними здібностями. Мальовничу гаму він будує, виходячи з розуміння, внутрішнього змісту твору. Тому його листи то по-вибуховому яскраві, багатобарвні, то вибудовуються на тонко збалансованих зближених тонах. |
| — Н. Костюченко. «Каталог выставки произведений». К. 1988, | |

## Нагороди
- Медаль «За трудову доблесть» (1981)
- Почесна Грамота Президії Верховної Ради України (1985)
- Орден «Знак Пошани» (1986)
- Медаль Міністерства культури і освіти «За досягнення в розвитку культури і мистецтва» (2003)
- Премія імені В. Вернадського (2005)
- Нагороджений Почесними Грамотами Білорусі та Дагестанської АРСР
- Стипендіат фонду інтелектуальної співпраці «Україна ХХІ століття»
- Золота медаль Національної Академії мистецтв України